# Abchasische Fußballmeisterschaft
Die Abchasische Fußballmeisterschaft (russisch Чемпионат Абхазии по футболу) ist die höchste Spielklasse im Fußball der international nur von wenigen Staaten anerkannten Republik Abchasien. Die seit 1994 bestehende Liga umfasst sieben Vereine und wird vom nationalen Fußballverband, der Federaziya futbola Abchasii ausgetragen.

## Geschichte
Bis 1991 nahmen abchasische Fußballvereine an der sowjetischen Fußballmeisterschaft teil. Als die Sowjetunion zerfiel, wurde Georgien unabhängig und beanspruchte dabei auch die Provinz Abchasien, da diese bereits 1931 durch Josef Stalin der georgischen Sowjetrepublik zugeschlagen worden war. Daraufhin proklamierte Abchasien 1992 die Unabhängigkeit von Georgien, die Ereignisse mündeten schließlich im abchasischen Bürgerkrieg. Nachdem sich die Lage jedoch beruhigt hatte, wurde 1994 die erste Fußballmeisterschaft des nun de facto unabhängigen Abchasiens ausgetragen. Erster Meister wurde Dinamo Suchum, Rekordmeister ist mit acht Titeln Nart Suchum. Ebenfalls erfolgreich ist der FK Gagra. Der Fußballverband Abchasiens ist nicht Mitglied der FIFA, weshalb abchasische Vereine nicht an internationalen Fußballturnieren teilnehmen können.

## Vereine der Saison 2018/19
| Verein         | Kyrillische Schreibweise | Stadt        |
| -------------- | ------------------------ | ------------ |
| FK Afon        | ФК Афон                  | Achali Atoni |
| Dinamo Suchum  | Динамо Сухум             | Sochumi      |
| FK Gagra       | ФК Гагра                 | Gagra        |
| Nart Suchum    | Нарт Сухум               | Sochumi      |
| Riza Gudauta   | Рица Гудаута             | Gudauta      |
| Samursakan Gal | Самурзакан (Гал)         | Gali         |

## Titelträger
| - 1994: Dinamo Suchum - 1995: Riza Gudauta - 1996: Jerzachu Otschamtschira - 1997: Kiaraz Pitsunda - 1998: Jerzachu Otschamtschira - 1999: Nart Suchum - 2000: Nart Suchum - 2001: Abazg Suchum - 2002: Kiaraz Pitsunda - 2003: Nart Suchum - 2004: Kiaraz Pitsunda - 2005: Nart Suchum - 2006: FK Gagra | - 2007: Nart Suchum - 2008: Nart Suchum - 2009: Nart Suchum - 2010: FK Gagra - 2011: Nart Suchum - 2012: FK Gagra - 2013: FK Afon - 2014: FK Afon - 2015: FK Afon - 2016: Nart Suchum - 2017: FK Afon - 2018: Nart Suchum - 2018/19: Nart Suchum - 2020: Nart Suchum - 2021: Nart Suchum - 2022: Riza Gudauta - 2023: FK Gagra |